# 斯卡利特角
斯卡利特角（英語：Scarlett Point），是南極洲的海岬，位於南桑威奇群島的蒙塔古島南端，處於菲利斯灣西部，在1930年由英國研究隊繪入地圖，由英國海外領土管轄。